# Episodi di Chicago Hope (prima stagione)
La prima stagione della serie televisiva Chicago Hope è stata trasmessa sul canale statunitense CBS dal 18 settembre 1994 al 22 maggio 1995.
| nº | Titolo originale            | Titolo italiano | Prima TV USA      | Prima TV Italia |
| -- | --------------------------- | --------------- | ----------------- | --------------- |
| 1  | Pilot                       |                 | 18 settembre 1994 |                 |
| 2  | Over the Rainbow            |                 | 22 settembre 1994 |                 |
| 3  | Food Chains                 |                 | 29 settembre 1994 |                 |
| 4  | With the Greatest of Ease   |                 | 6 ottobre 1994    |                 |
| 5  | You Gotta Have Heart        |                 | 13 ottobre 1994   |                 |
| 6  | Shutt Down                  |                 | 20 ottobre 1994   |                 |
| 7  | Genevieve and Fat Boy       |                 | 3 novembre 1994   |                 |
| 8  | Death Be Proud              |                 | 10 novembre 1994  |                 |
| 9  | Heartbreak                  |                 | 1 gennaio 1995    |                 |
| 10 | The Quarantine              |                 | 2 gennaio 1995    |                 |
| 11 | Love and Hope               |                 | 9 gennaio 1995    |                 |
| 12 | Great White Hope            |                 | 16 gennaio 1995   |                 |
| 13 | Small Sacrifices            |                 | 23 gennaio 1995   |                 |
| 14 | Cutting Edges               |                 | 6 febbraio 1995   |                 |
| 15 | Life Support                |                 | 13 febbraio 1995  |                 |
| 16 | Freeze Outs                 |                 | 20 febbraio 1995  |                 |
| 17 | Growth Pains                |                 | 27 febbraio 1995  |                 |
| 18 | Informed Consent            |                 | 13 marzo 1995     |                 |
| 19 | Internal Affairs            |                 | 20 marzo 1995     |                 |
| 20 | The Virus                   |                 | 8 maggio 1995     |                 |
| 21 | Full Moon                   |                 | 15 maggio 1995    |                 |
| 22 | Songs from the Cuckoo Birds |                 | 22 maggio 1995    |                 |